# Ponte della regina Luisa
Il ponte della regina Luisa (in tedesco Königin-Luise-Brücke; in russo Мост Королевы Луизы?, Most Korolevy Luizy; in lituano Karalienės Luizos tiltas) è un ponte automobilistico che collega la città di Sovetsk in Russia (nota precedentemente col nome di Tilsit, nella Prussia Orientale) a Panemunė, in Lituania (nota precedentemente come Übermemel, sempre nella Prussia Orientale). Tale ponte, sito sul fiume Nemunas, segna il confine tra i due Paesi. È il punto di congiunzione tra la A12 lituana e la A216 russa (a pochi chilometri dalla bretella lituana nota come A21), sulla strada europea E77.
Il ponte è così nominato in onore della regina Luisa di Prussia (1776-1810) per celebrare il centenario della pace di Tilsit (1807).

## Storia
Il ponte fu costruito tra il 1904 e il 1907 al posto di un vecchio ponte di sollevamento. La cerimonia di apertura del ponte ebbe luogo il 18 ottobre 1907, alla presenza del principe Guglielmo di Prussia. In questa occasione la città fu anche insignita di un riconoscimento. La scelta di intitolare la costruzione alla regina è dovuta alla leggenda secondo cui Napoleone chiese alla donna di dormire con lui la sera prima di giungere alla firma del trattato: questa, furbescamente, trascorse la nottata raccontando poemi al francese al fine di eludere la condizione posta.
Entrambi i lati del ponte erano adornati con portali. Quella sul lato sud, oggi in Russia, era decorata con bassorilievi che rappresentavano la regina Luisa e Federico Guglielmo e sono ancora adesso visibili; sul lato nord, ora in Lituania, le armi della Prussia orientale, rimosse in epoca sovietica e poi riposizionate. Ogni lato presenta una torre e, in cima all'arco su in foto, sono stati posizionati in passato sei vasi particolari. Attualmente, ve ne sono solo due.
Dopo la prima guerra mondiale, il ponte segnava il confine tra il territorio di Memel e lo Stato libero di Prussia, parte della Repubblica di Weimar: su di esso, fu creata una dogana. Nel 1939, la frontiera fu abolita quando il territorio di Memel faceva parte della Germania nazista. Dal 1º maggio 1941 al 1944, sul ponte si transitava anche in tram; ciò non accadde più dopo il conflitto.
La Wehrmacht fece saltare in aria il centro del ponte il 22 ottobre 1944, per fermare l'avanzata dell'Armata Rossa. Il portale nord risultò danneggiato. Dopo la guerra, il ponte diventò parte dell’URSS, in virtù di quanto sancito negli accordi di Potsdam, e la popolazione tedesca fu espulsa e sostituita da cittadini delle repubbliche sovietiche, principalmente lituani e russi. Tilsit fu ribattezzata in Sovetsk e Übermemel in Panemunė.
I lavori di restauro iniziarono nel 1947: nel 1965, gli archi in cemento armato sostituirono gli archi in legno. I bassorilievi furono fissati con le armi dell'Unione Sovietica e quelli della regina Luisa, come detto, furono rimossi.
Quando l'Unione Sovietica si allontanò dai Paesi baltici e sottoscrisse il trattato di Brest-Litovsk, il ponte divenne già una prima volta transfrontaliero (1918-1939). Dall'inizio degli anni novanta, segna il confine tra la Lituania e la Russia. Nuovi lavori di restauro sono stati intrapresi dal 1991. Le armi sovietiche furono rimosse nel 1995 e i bassorilievi della regina Luisa furono restaurati. Gran parte del lavoro è stato svolto tra il 2002 e il 2003 dalla parte russa, con l'installazione di un nuovo sistema di illuminazione.

## Galleria d’immagini

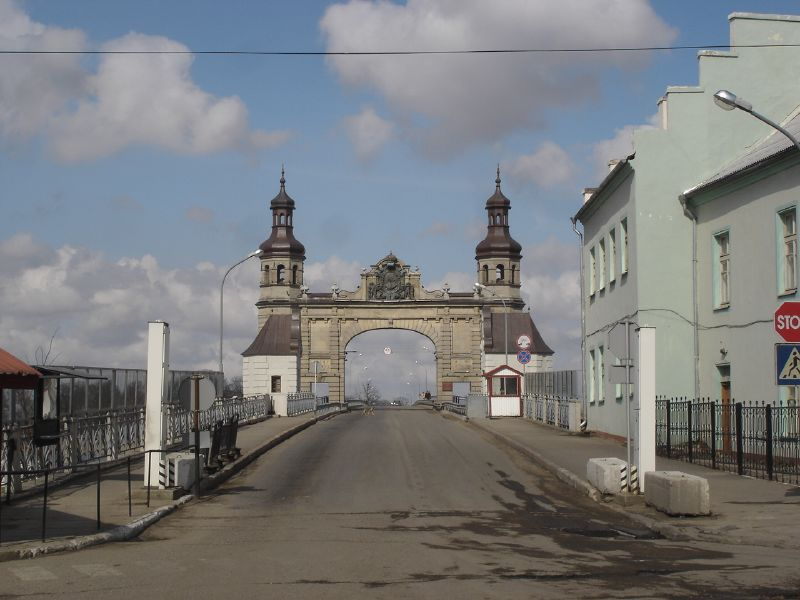
L'arco nel 2006
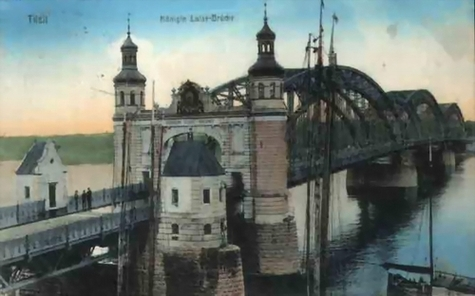
Cartolina dell’antico ponte
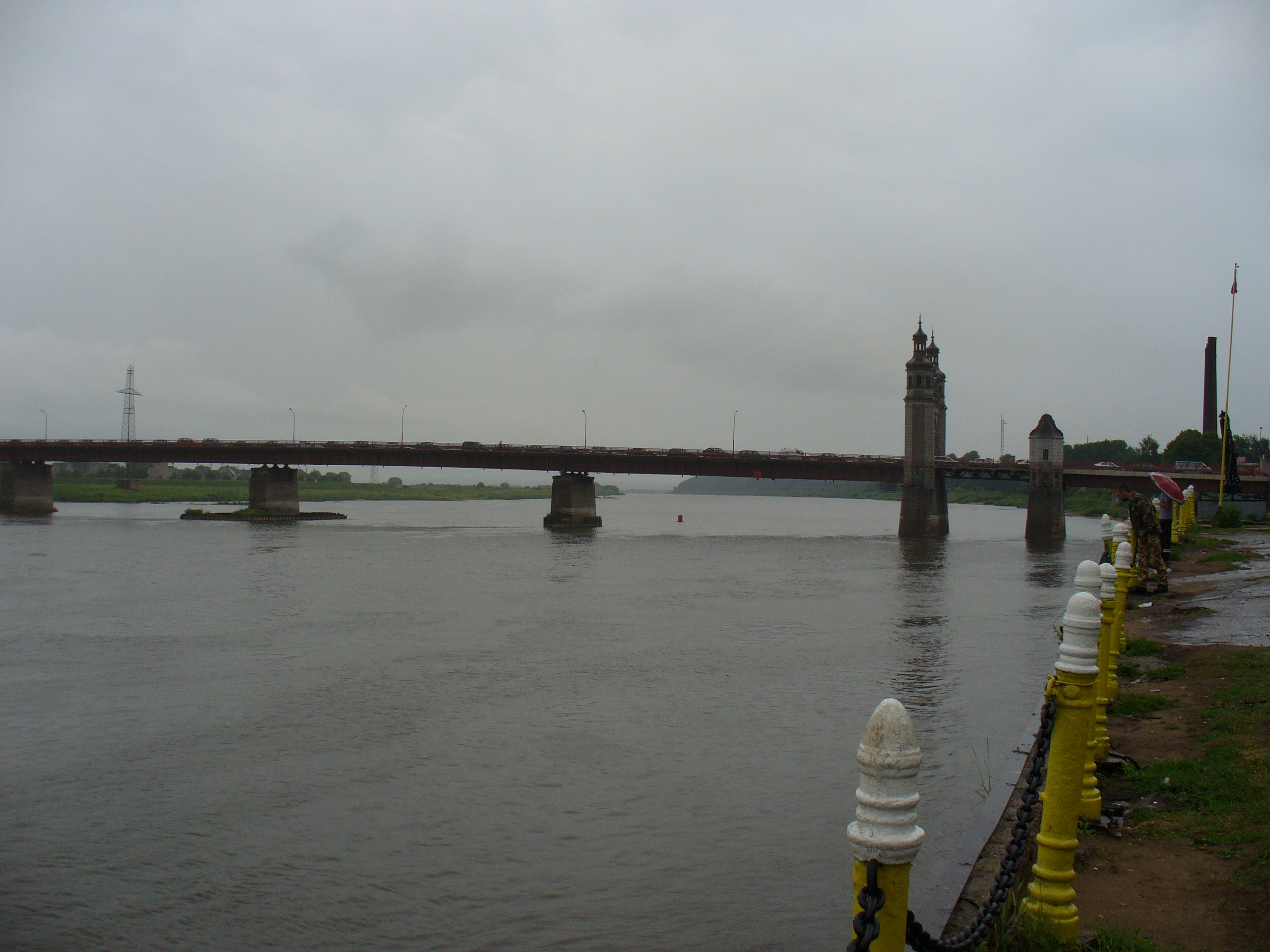
Ponte visto dal lato russo
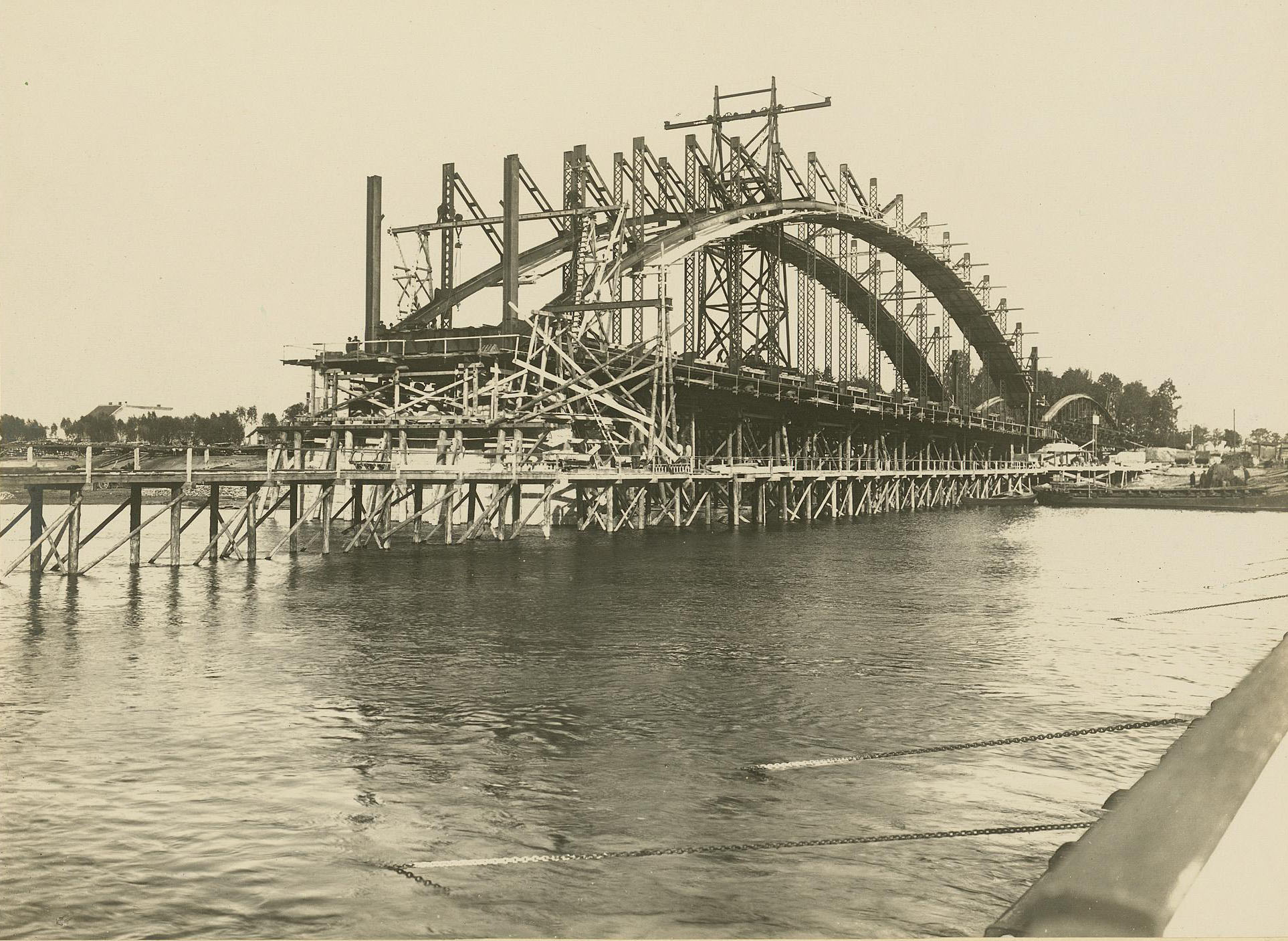
Lavori di costruzione del ponte all’inizio del XX secolo